# Vis Pesaro 1898 1998-1999
Questa pagina raccoglie le informazioni riguardanti la Vis Pesaro 1898 nelle competizioni ufficiali della stagione 1998-1999.

## Stagione
Nella stagione 1998-1999 la Vis Pesaro disputa il girone B del campionato di Serie C2, con 53 punti ottiene il quinto posto finale, disputa i Play-off che devono designare la seconda promossa, che seguirà la Viterbese che ha vinto il campionato con 66 punti, salendo direttamente in Serie C1. La squadra biancorossa nella doppia semifinale dei Play-off incrocia la Triestina, al Benelli finisce (2-2), mentre al Rocco si impongono gli alabardati (2-1), così in finale ci vanno i giuliani, che però la perderanno contro la sorpresa Sandonà. Allenata da Giovanni Pagliari la Vis Pesaro ha raccolto 28 punti nel girone di andata e 25 punti nel girone di ritorno, centrando l'obiettivo di raggiungere i Play-off. Nella Coppa Italia di Serie C i marchigiani disputano con ben poche soddisfazioni il girone I di qualificazione, vinto dall'Arezzo, ottenendo due pareggi e due sconfitte. In questa stagione speciale la Vis Pesaro ha compiuto e festeggiato 100 anni di attività calcistica.

## Rosa
| N. |                   | Ruolo | Calciatore          |
| -- | ----------------- | ----- | ------------------- |
|    | Italia (bandiera) | A     | Stefano Albanesi    |
|    | Italia (bandiera) | D     | Paolo Antonioli     |
|    | Italia (bandiera) | P     | Fabrizio Boccafogli |
|    | Italia (bandiera) | C     | Alberto Catani      |
|    | Italia (bandiera) | A     | Luciano Clara       |
|    | Italia (bandiera) | C     | Daniele Cuppellaro  |
|    | Italia (bandiera) | D     | Davide Di Monaco    |
|    | Italia (bandiera) | C     | Francesco Esposito  |
|    | Italia (bandiera) | A     | Mariano Fioravanti  |
|    | Italia (bandiera) | C     | Giacomo Galli       |
|    | Italia (bandiera) | C     | Giuseppe Granozi    |
|    | Italia (bandiera) | D     | Osvaldo Mancini     |

| N. |                   | Ruolo | Calciatore          |
| -- | ----------------- | ----- | ------------------- |
|    | Italia (bandiera) | D     | Alessandro Manni    |
|    | Italia (bandiera) | D     | Sebastiano Miano    |
|    | Italia (bandiera) | A     | Armando Ortoli      |
|    | Italia (bandiera) | C     | Morris Manolo Ripa  |
|    | Italia (bandiera) | D     | Giuseppe Sampino    |
|    | Italia (bandiera) | D     | Giovanni Schettini  |
|    | Italia (bandiera) | C     | Gianluca Segarelli  |
|    | Italia (bandiera) | A     | Stefano Stefanelli  |
|    | Italia (bandiera) | C     | Maurizio Tacchi     |
|    | Italia (bandiera) | C     | Gianluca Tronto     |
|    | Italia (bandiera) | P     | Anthony Verì        |
|    | Italia (bandiera) | C     | Christian Zanvettor |

## Risultati

### Serie C2 - Girone B

#### Girone di andata
| Arbitro: | Cirone (Palermo) |

|               |           |  |
| Segarelli 29’ | Marcatori |  |

| Arbitro: | Ferrari (Roma) |

|               |           |           |
| Gallaccio 36’ | Marcatori | 83’ Clara |

| Arbitro: | G. Rossi (Rimini) |

|           |           |             |
| Miano 63’ | Marcatori | 81’ Pistore |

| Arbitro: | M. Mazzoleni (Bergamo) |

|                           |           |             |
| Pani 55’ Sal. Pinna 90+3’ | Marcatori | 34’ Mancini |

| Sassuolo 4 ottobre 1998 5ª giornata | Sassuolo         | 0 – 0 | Vis Pesaro | Stadio Enzo Ricci\| Arbitro: \| Verrucci (Fermo) \| |
| Arbitro:                            | Verrucci (Fermo) |       |            |                                                     |

| Arbitro: | Battaglia (Messina) |

|                                    |           |  |
| Miano 9’ M. Tacchi 49’ Clara 90+2’ | Marcatori |  |

| Arbitro: | Ledda (Alghero) |

|                             |           |                      |
| Fermanelli 29’ Liverani 43’ | Marcatori | 37’ Miano 52’ Ortoli |

| Pesaro 25 ottobre 1998 8ª giornata | Vis Pesaro            | 0 – 0 | Rimini | Stadio Tonino Benelli\| Arbitro: \| Santoro (Domodossola) \| |
| Arbitro:                           | Santoro (Domodossola) |       |        |                                                              |

| Arbitro: | Ferraro (Crotone) |

|                                 |           |               |
| M. Vieri 13’ Di Chio 23’ (rig.) | Marcatori | 63’ Cupellaro |

| Pesaro 8 novembre 1998 10ª giornata | Vis Pesaro          | 0 – 0 | Tempio | Stadio Tonino Benelli\| Arbitro: \| Benedetto (Messina) \| |
| Arbitro:                            | Benedetto (Messina) |       |        |                                                            |

| Castel San Pietro Terme 22 novembre 1998 11ª giornata | Castel San Pietro | 0 – 0 | Vis Pesaro | Stadio Comunale\| Arbitro: \| Ledda (Alghero) \| |
| Arbitro:                                              | Ledda (Alghero)   |       |            |                                                  |

| Arbitro: | Ponzalli (Firenze) |

|                                  |           |         |
| Fioravanti 22’, 80’ Ortoli 90+2’ | Marcatori | 3’ Zola |

| Arbitro: | Valensin (Milano) |

|                  |           |  |
| De Vito 33’, 73’ | Marcatori |  |

| Arbitro: | Rizzoli (Bologna) |

|                                     |           |              |
| Ortoli 41’ Albanesi 68’ Granozi 82’ | Marcatori | 74’ Graziani |

| Arbitro: | Nicoletti (Macerata) |

|                          |           |  |
| Clara 72’ Fioravanti 88’ | Marcatori |  |

| Arbitro: | Bernabini (Roma) |

|                     |           |                               |
| Facchini 39’ (rig.) | Marcatori | 45+1’ Antonioli 55’ Segarelli |

| Arbitro: | Lecci (Varese) |

|                 |           |  |
| Ortoli 25’, 70’ | Marcatori |  |

#### Girone di ritorno
| Arbitro: | Lucenti (Mestre) |

|            |           |                           |
| Pelusi 11’ | Marcatori | 34’ Mancini 47’ M. Tacchi |

| Arbitro: | Angrisani (Salerno) |

|                 |           |  |
| Ortoli 51’, 66’ | Marcatori |  |

| Lugo di Romagna 24 gennaio 1999 20ª giornata | Baracca Lugo     | 0 – 0 | Vis Pesaro | Stadio Ermes Muccinelli\| Arbitro: \| Papini (Perugia) \| |
| Arbitro:                                     | Papini (Perugia) |       |            |                                                           |

| Arbitro: | Ferraro (Crotone) |

|                                 |           |                 |
| Antonioli 86’ F. Esposito 90+5’ | Marcatori | 40’ (rig.) Pani |

| Arbitro: | Benedetti (Vicenza) |

|  |           |                            |
|  | Marcatori | 53’ Fida 90’ M. Pellegrini |

| Arbitro: | Palanca (Roma) |

|                        |           |               |
| Carrettucci 15’ (rig.) | Marcatori | 25’ Antonioli |

| Arbitro: | Pieri (Genova) |

|            |           |                   |
| Ortoli 22’ | Marcatori | 56’ (rig.) Borneo |

| Arbitro: | Carrer (Conegliano) |

|                            |           |                             |
| Pittaluga 12’ Tedeschi 59’ | Marcatori | 20’ F. Esposito 70’ Mancini |

| Arbitro: | Calcagno (Nichelino) |

|            |           |  |
| Ortoli 44’ | Marcatori |  |

| Arbitro: | Ioseffi (Siena) |

|               |           |  |
| Sposito 90+1’ | Marcatori |  |

| Arbitro: | Porretta (Palermo) |

|                      |           |  |
| Zanvettor 80’ (rig.) | Marcatori |  |

| Arbitro: | Santoro (Domodossola) |

|                        |           |            |
| Godeas 30’, 45+2’, 61’ | Marcatori | 62’ Ortoli |

| Arbitro: | Ferraro (Crotone) |

|                      |           |  |
| Cupellaro 27’ (rig.) | Marcatori |  |

| Arbitro: | M. Mazzoleni (Bergamo) |

|                              |           |  |
| A. Marino 29’ Mariniello 38’ | Marcatori |  |

| Arbitro: | Ambrosino (Torre del Greco) |

|           |           |             |
| Zalla 44’ | Marcatori | 49’ Mancini |

| Arbitro: | D'Agostini (Frosinone) |

|              |           |              |
| G. Galli 17’ | Marcatori | 59’ Vascotto |

| Faenza 16 maggio 1999 34ª giornata | Faenza                     | 0 – 0 | Vis Pesaro | Stadio Bruno Neri\| Arbitro: \| Santucci (Reggio Calabria) \| |
| Arbitro:                           | Santucci (Reggio Calabria) |       |            |                                                               |

### Play-off

#### Semifinale
| Arbitro: | Battaglia (Messina) |

|                                |           |                  |
| Zanvettor 30’ (rig.) Manni 61’ | Marcatori | 58’, 65’ Criniti |

| Arbitro: | Cuttica (Alessandria) |

|                           |           |                |
| Gubellini 27’ Criniti 55’ | Marcatori | 88’ Fioravanti |

### Coppa Italia di Serie C

#### Girone I
| Arbitro: | G. Rossi (Rimini) |

|            |           |              |
| Catani 39’ | Marcatori | 76’ A. Conti |

| Arbitro: | Trefoloni (Siena) |

|                            |           |                |
| F. Parisi 84’ Bonura 90+2’ | Marcatori | 57’ Stefanelli |

| 30 agosto 1998 3ª giornata |  | – Turno di riposo Vis Pesaro |  |  |

| Pesaro 9 settembre 1998 4ª giornata | Vis Pesaro          | 0 – 0 | Montevarchi | Stadio Tonino Benelli\| Arbitro: \| Lombardi (Lanciano) \| |
| Arbitro:                            | Lombardi (Lanciano) |       |             |                                                            |

| Arbitro: | Ferone (Terni) |

|                                  |           |                |
| Giacobbo 2’ G. Graziani 39’, 61’ | Marcatori | 46’ Fioravanti |